# Isla Hammerhead
La isla Hammerhead es una isla de 243 m de largo, localizada en el archipiélago de las islas Near, en el grupo de las islas Aleutianas, en Alaska. La isla se encuentra ubicada en el subgrupo de las islas Semichi.